# 云南钩毛草
云南钩毛草（学名：Kelloggia chinensis）为茜草科钩毛草属下的一个种。